# Черняхово
Черняхово (до 1938 — Лаукупёнен (нем. Laukupönen), до 1946 — Эрленхаген (нем. Erlenhagen)) — посёлок в Нестеровском районе Калининградской области. Входит в состав Пригородного сельского поселения.

## История
В 1910 году в Лаукупёнене проживало 304 человека, в 1933 году — 271 человек.
В 1938 году Лаукупёнен был переименован в Эрленхаген, в 1946 году — в посёлок Черняхово.

## Население
| 1910 | 1933 | 1939 | 2002 | 2010 |
| ---- | ---- | ---- | ---- | ---- |
| 304  | ↘271 | ↘249 | ↘167 | ↘155 |